# Brachymenium flexifolium
Brachymenium flexifolium là một loài Rêu trong họ Bryaceae. Loài này được Bruch & Schimp. ex A. Jaeger mô tả khoa học đầu tiên năm 1875.